# Miniatură otomană

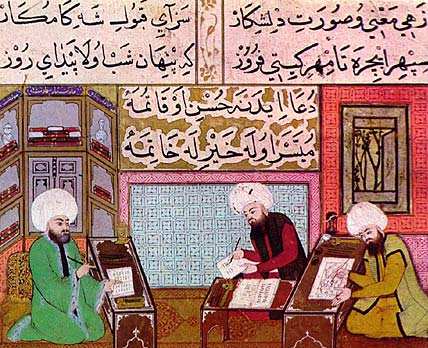
Pictori de miniaturi otomane

Miniatura otomană sau miniatura turcă a fost o formă de artă în Imperiul Otoman, care poate fi legată de tradiția miniaturii persane, dar care a avut și influențe artistice chineze puternice. A făcut parte din artele cărților otomane, alături de iluminarea otomană (tezhip), caligrafia islamică (hat), hârtia de marmură (ebru) și legatul cărților (cilt). Cuvintele taswir sau nakish au fost folosite pentru a defini arta picturii miniaturale în limba turcă otomană. Studiourile în care artiștii au lucrat au fost numite Nakkashanes (Academie de Pictură).

## Procedură originală
Miniaturile nu erau de obicei semnate, poate din cauza respingerii individualismului, ci și din cauza faptului că lucrările nu au fost create în întregime de o singură persoană; artistul principal a proiectat compoziția scenei, iar ucenicii au desenat contururile (numite tahrir) cu cerneală neagră sau colorată și apoi au pictat miniatura fără a crea o iluzie a celei de-a treia dimensiuni. Artistul principal și, deseori, scribul textului, erau uneori numiți și descriși în unele dintre manuscrise. Înțelegerea perspectivei a fost diferită de cea a tradiției de pictură renascentistă europeană, iar scena descrisă cuprindea adesea diferite perioade de timp și spații într-o singură imagine. Miniaturile au urmat îndeaproape contextul cărții în care erau incluse, fiind mai degrabă parte a mai multor ilustrații decât opere de artă independente. 
Culorile pentru miniatură au fost obținute prin pigmenți de pulbere măcinată amestecați cu albuș de ou și, ulterior, cu gumă arabică diluată. Culorile astfel obținute au fost luminoase. Culorile de contrast folosite împreună cu culorile calde au accentuat în continuare această calitate. Culorile cele mai utilizate în miniaturale otomane au fost roșu strălucitor, cărămiziu, verde și diferite nuanțe de albastru. 
Părerea otomanilor despre lume și viață era, de asemenea, diferită de cea a tradiției renascentiste europene. Pictorii nu urmăreau în primul rând să descrie realist ființele umane și alte ființe vii sau ne-vii, deși o creștere a realismului a fost observată încă din secolul al XVI-lea și după aceea. La fel ca și Platon, tradiția otomană a avut tendința de a respinge mimesisul, deoarece conform concepției despre lume a sufismului (o formă mistică a islamului larg răspândită la nivelul popular din Imperiul Otoman), apariția ființelor lumești nu era permanentă, astfel că artiștii otomani au sugerat realitatea infinită și transcendentală (adică a lui Allah); prin urmare s-au obținut imagini stilizate și abstracte. 

## Istorie și dezvoltare

### Origine

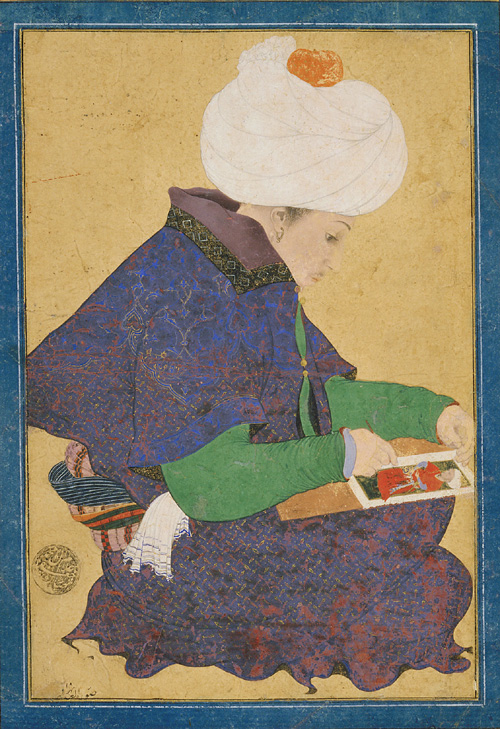
Portretul unui pictor în timpul domniei lui Mahomed al II-lea

În timpul domniei lui Mahomed al II-lea, în Palatul Topkapı din Istanbul a fost înființat un atelier de lucru numit Nakkashane-i Rum, care a funcționat și ca o academie, pentru a crea manuscrise ilustrate pentru sultan și curteni. 
La începutul secolului al XVI-lea,  atelierul din Herat al miniaturiștilor persani a fost închis, iar faimosul instructor Behzad (sau Bihzad) s-a dus la Tabriz. După ce împăratul otoman Selim I a cucerit rapid orașul Tabriz în 1514, luând multe manuscrise înapoi la Istanbul, a fost înființată Nakkashane-i Irani (Academia Persană de Pictură) pentru artiștii persani importați. Artiștii acestor două academii de pictură au format două școli de pictură diferite: artiștii din Nakkashane-i Rum au fost specializați în cărți documentare, cum ar fi Shehinshahname, care prezintă publicului, într-o oarecare măsură, viața privată a conducătorilor, portretele lor și istoricul evenimentelor; (Shemaili Ali Osman - portrete ale conducătorilor); și Surname  -picturi reprezentând nunți și în special festivități de circumcizie. Printre lucrări au fost și cărți științifice: de botanică și zoologie, alchimie, cosmografie și astrologie, medicină, lucrări tehnice și chiar scrisori de dragoste. 

### Epoca de Aur
Domnia lui Soliman I Magnificul (1520-1566) și în special a lui Selim al II-lea (1566-1574) în a doua jumătate a secolului al XVI-lea a reprezentat epoca de aur a miniaturilor otomane, cu propriile caracteristici și calități autentice. Nakkaș Osman (adesea cunoscut ca Osman Miniaturistul) a fost cel mai important pictor miniatural al perioadei, în timp ce Nigari a dezvoltat pictura portret. 
Matrakçı Nasuh a fost un faimos pictor de miniaturi în timpul domniei lui Selim I și a lui Soliman I Magnificul. A creat un nou gen de pictură numită pictura topografică. El a pictat orașe, porturi și castele fără figuri umane și scene combinate observate din puncte de vedere diferite într-o singură imagine. 
În timpul domniei lui Selim al II-lea (1566-1574) și lui Murad al III-lea (1574-1595), a fost creat stilul clasic otoman. Renumiți pictori miniaturali ai perioadei au fost Nakkaș Osman, Ali Çelebi, Molla Kasım, Hasan Pasha și Lütfi Abdullah. 

### Miniatura ca artă

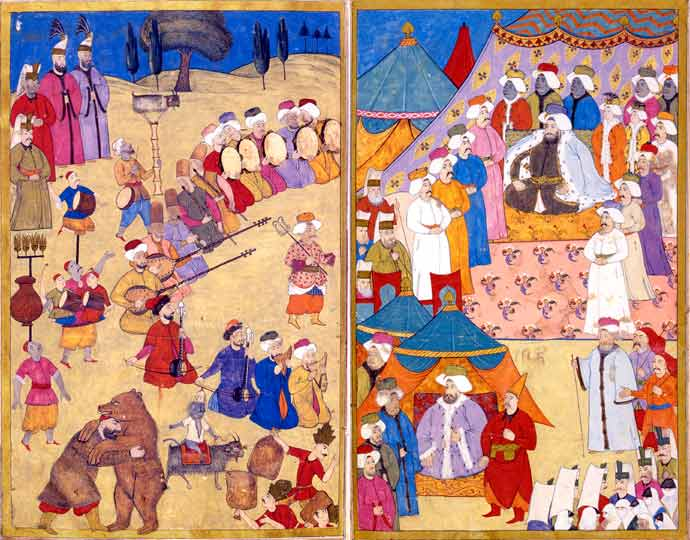
Muzicieni în fața sultanului, miniatură de Abdulcelil Levni

Până la sfârșitul secolului al XVI-lea și la începutul secolului al XVII-lea, în special în timpul domniei lui Ahmed I, miniaturile pe o singură pagină, destinate colecției în albume sau murakkas, erau populare. Acestea au existat și în perioada lui Murad al III-lea, care a comandat un album de la pictorul Velijan. În secolul al XVII-lea, pictura miniaturală a fost populară și printre cetățenii orașului Istanbul. Artiști numiți  pictori de bazar (în turcă Çarşı Ressamları) au lucrat cu alți artizani în bazarurile din Istanbul la cererea locuitorilor.
Un nou gen cultural cunoscut în istoria otomană ca fiind Perioada Lalelei a avut loc în timpul domniei lui Ahmed al III-lea . Unii istorici de artă atribuie acestei perioade nașterea stilului unic numit baroc otoman. Caracteristicile perioadei au avut influențe ale barocului francez. În această perioadă a fost organizat un mare festival pentru ritualurile de circumcizie pentru fiii lui Ahmed al III-lea. Artizani, grupuri de teatru, clovni, muzicieni, dansatori la trapez și cetățeni s-au alăturat festivităților. O carte numită Surname-i Vehbi (Cartea Festivalului) povestește despre acest festival. Această carte a fost creată de Abdulcelil Levni (numele Levni este legat de cuvântul arab levn (culoare) și a fost dat artistului datorită naturii colorate a picturilor sale) și de ucenicii săi. Stilul său de pictură a fost influențat de pictura occidentală și este foarte diferit de picturile miniaturale anterioare.

### Declinul miniaturii otomane
După Levni, occidentalizarea culturii otomane a continuat și, odată cu introducerea tiparului și a fotografiei ulterioare, nu s-au mai produs manuscrise cu miniaturi. De atunci, picturile de perete sau picturile pe ulei au fost populare. Pictura miniaturală și-a pierdut astfel funcția sa. 

### Miniatură turcă contemporană
După o perioadă de criză la începutul secolului al XX-lea, pictura în miniatură a fost acceptată ca o formă de artă decorativă de către intelectualii din nou formata Republică Turcă și, în 1936, o școală numită Arte Decorative în Turcia, a fost fondată la Academia de Arte Plastice din Istanbul, care a inclus pictura miniaturală împreună cu celelalte arte ale cărții otomane. Istoricul și autorul Süheyl Ünver a educat mulți artiști în această tradiție a artelor cărților otomane.
Printre artiștii miniaturali contemporani se numără Ömer Faruk Atabek, Sahin Inaloz, Cahide Keskiner, Gülbün Mesara, Nur Nevin Akyazıcı, Ahmet Yakupoğlu, Nusret Çolpan, Orhan Dağlı și mulți alții din noua generație. Artiștii contemporani nu consideră, de obicei, că pictura în miniatură este doar o artă decorativă, ci o formă de artă plastică. Diferit de maeștrii tradiționali ai trecutului, ei lucrează individual și își semnează lucrările. De asemenea, lucrările lor nu ilustrează cărți, așa cum a fost cazul cu miniaturile otomane originale, dar sunt expuse în galeriile de artă plastică.

## Galerie

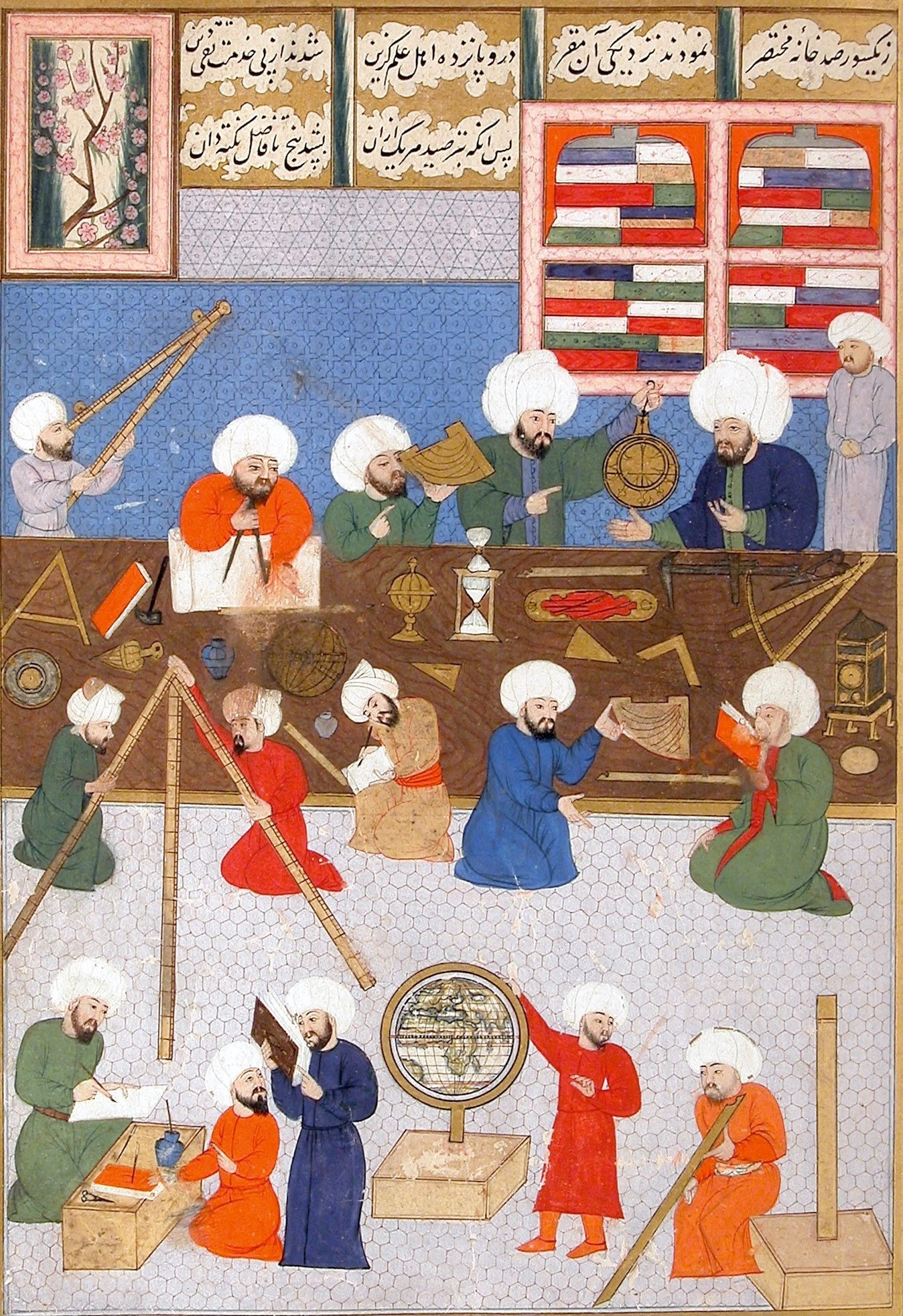
Astronomii otomani lucrează în jurul Taqī al-Dīn la Observatorul din Istanbul
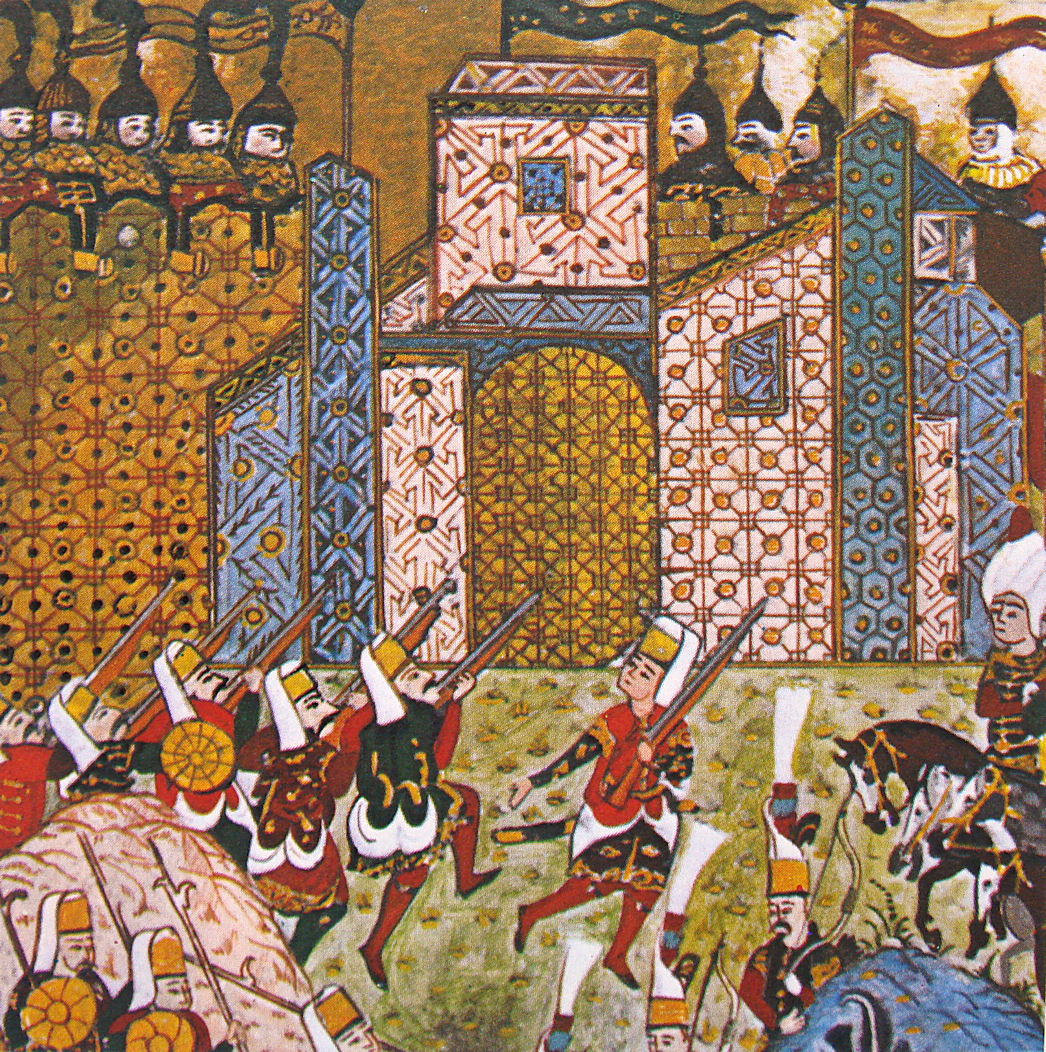
Ieniceri otomani și Cavalerii Ioaniți în Asediul din Rhodos, 1522